# Modellismo ferroviario

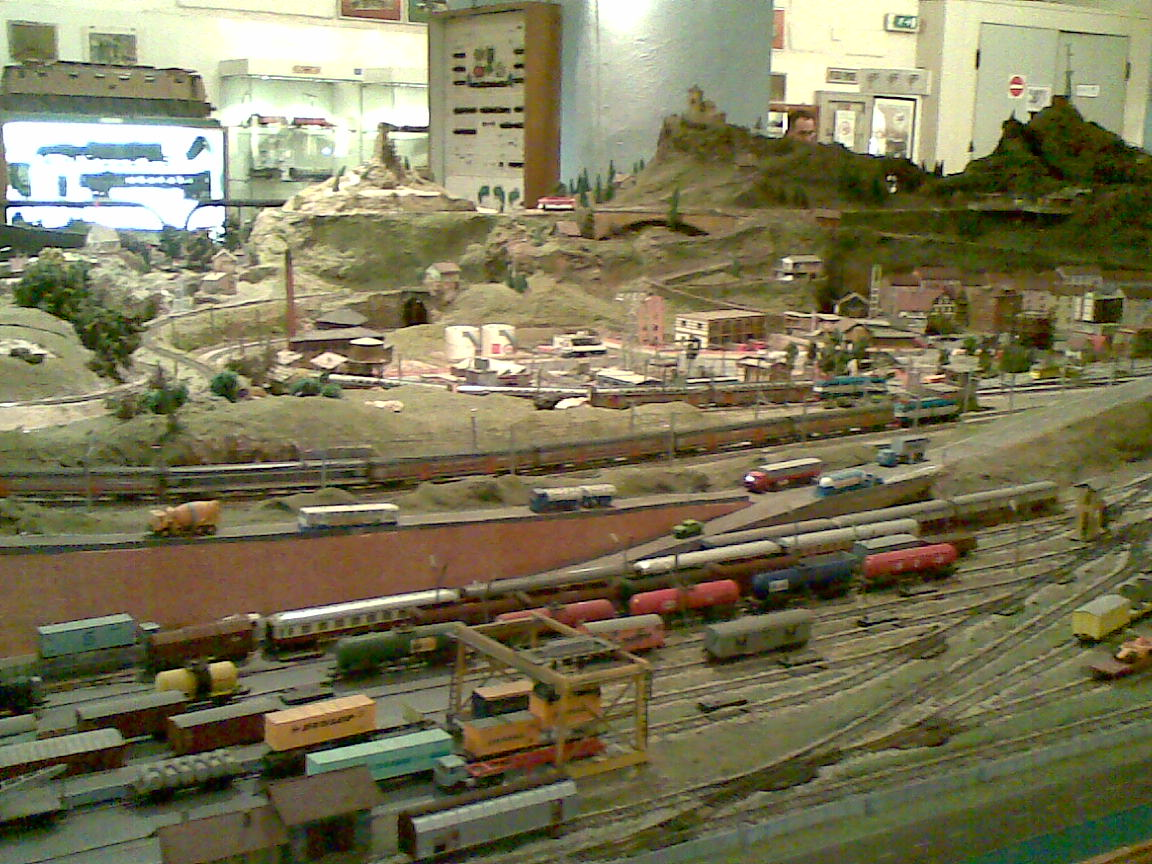
Plastico ferroviario per modellini in scala H0.

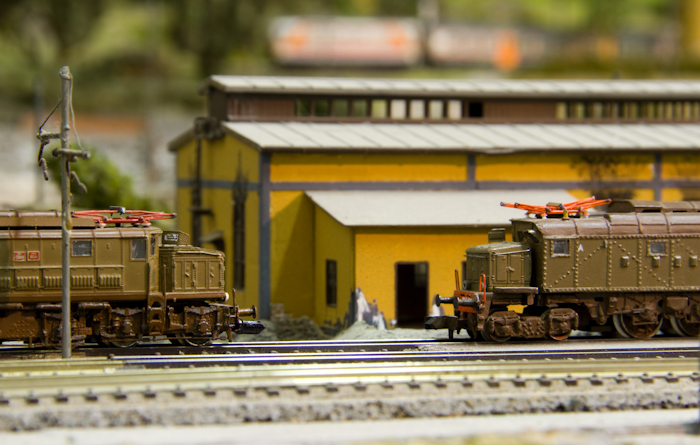
Scorcio di un plastico in scala N con le locomotive elettriche FS E.626 e FS E428 autocostruite.

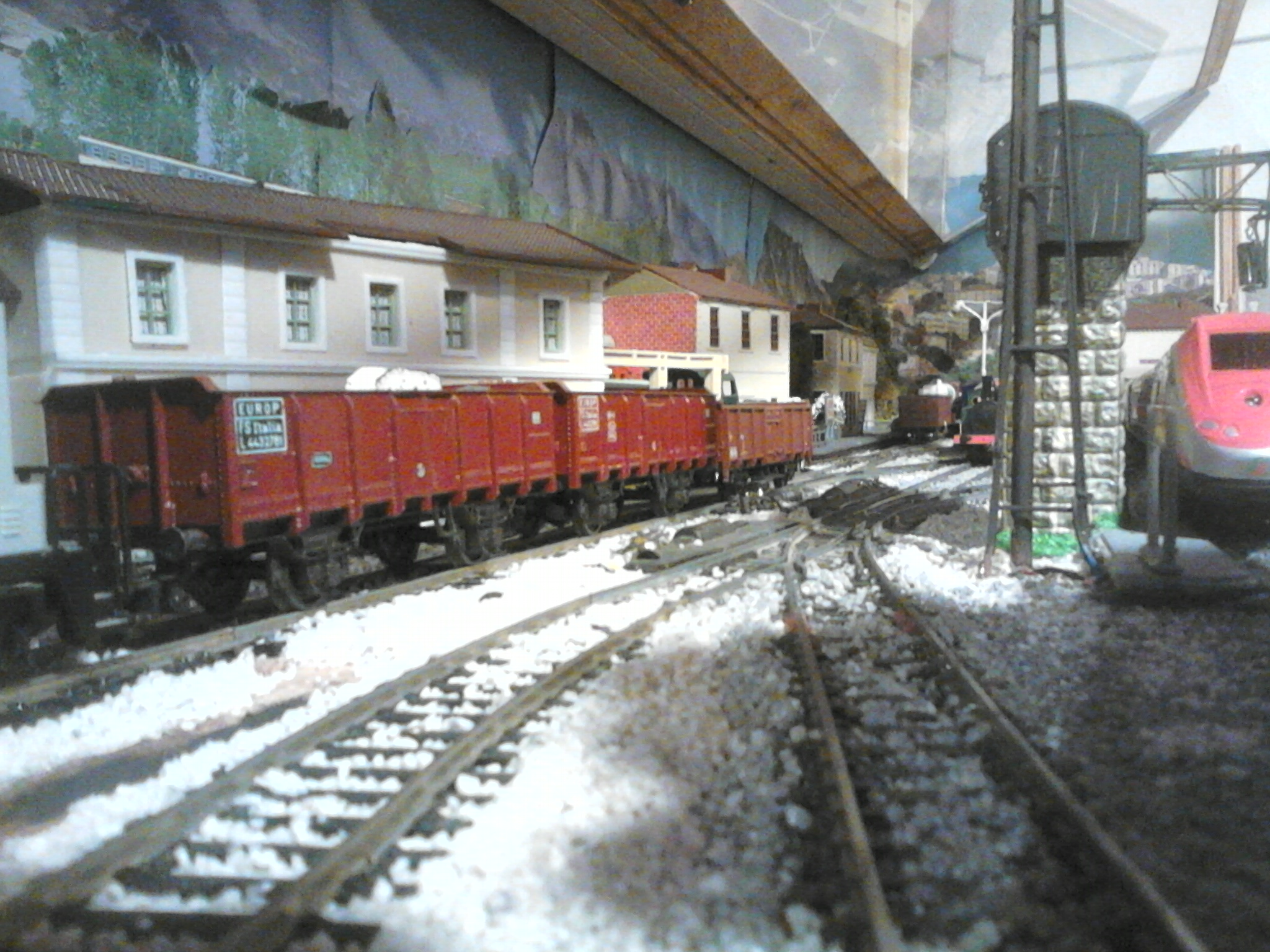
Plastico ferroviario in scala HO: scorcio di carri in manovra (realizzato nel 2014).

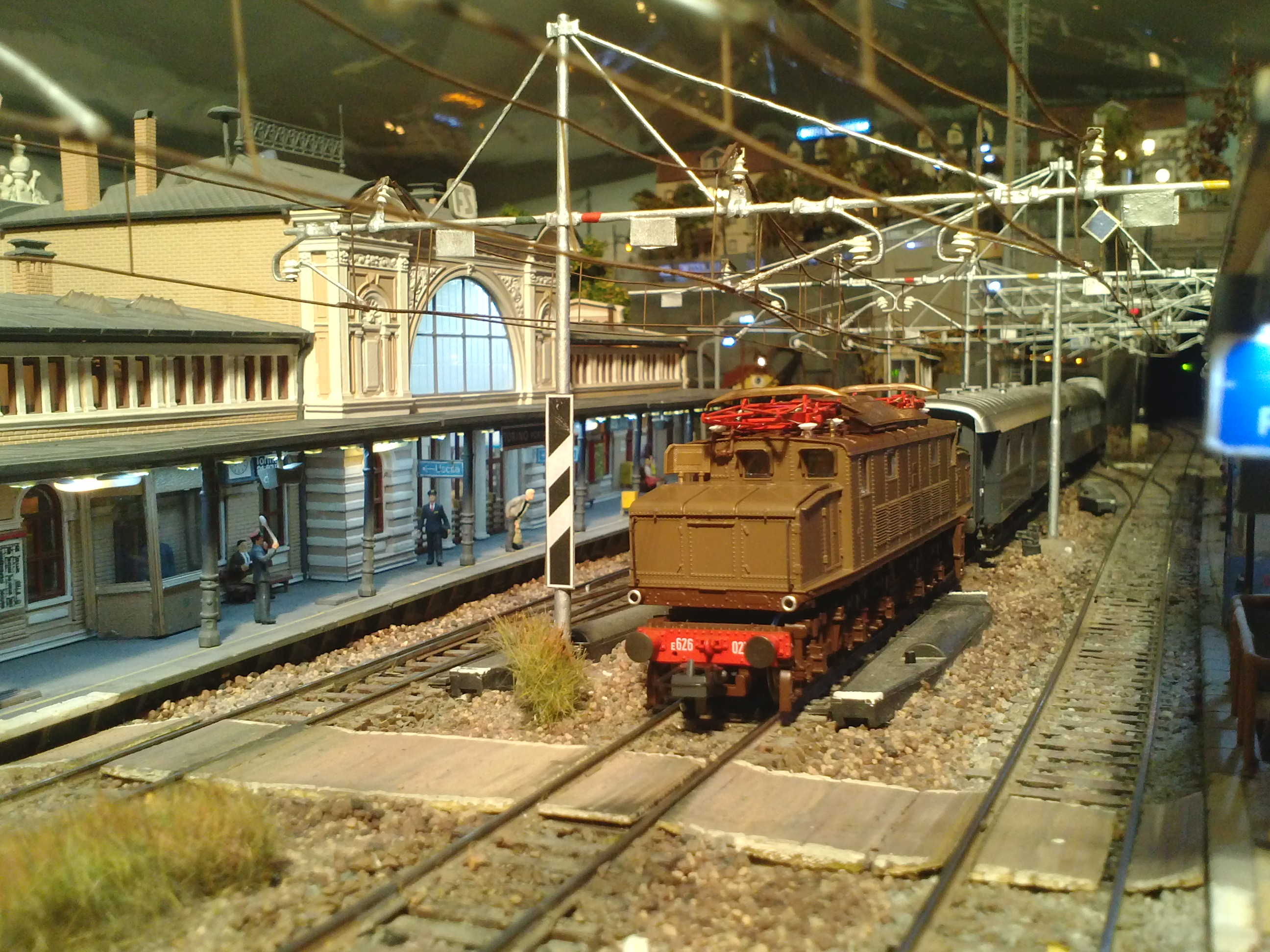
Plastico in scala H0 alimentato in corrente continua.

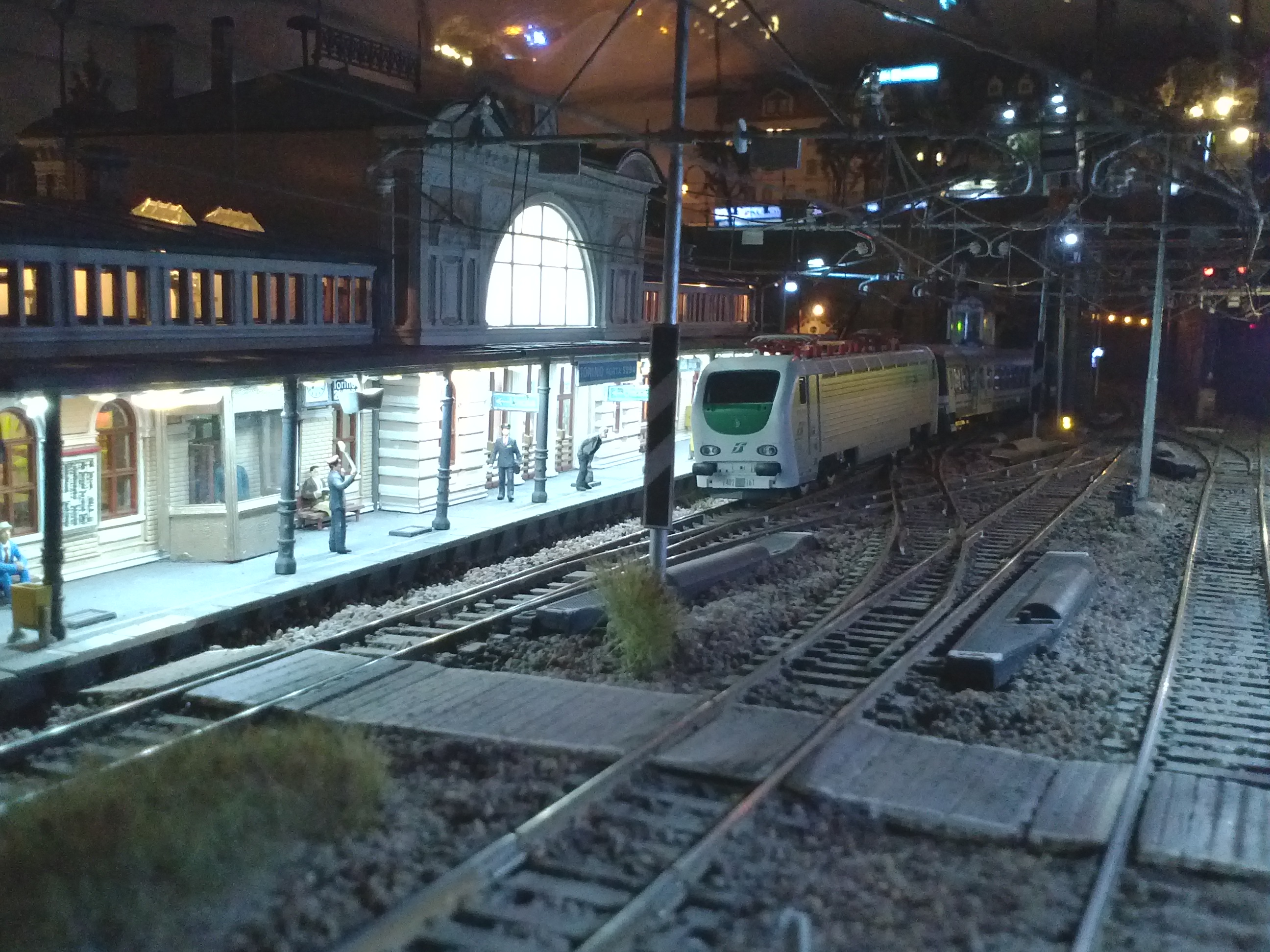
Plastico in scala H0 con vista notturna.

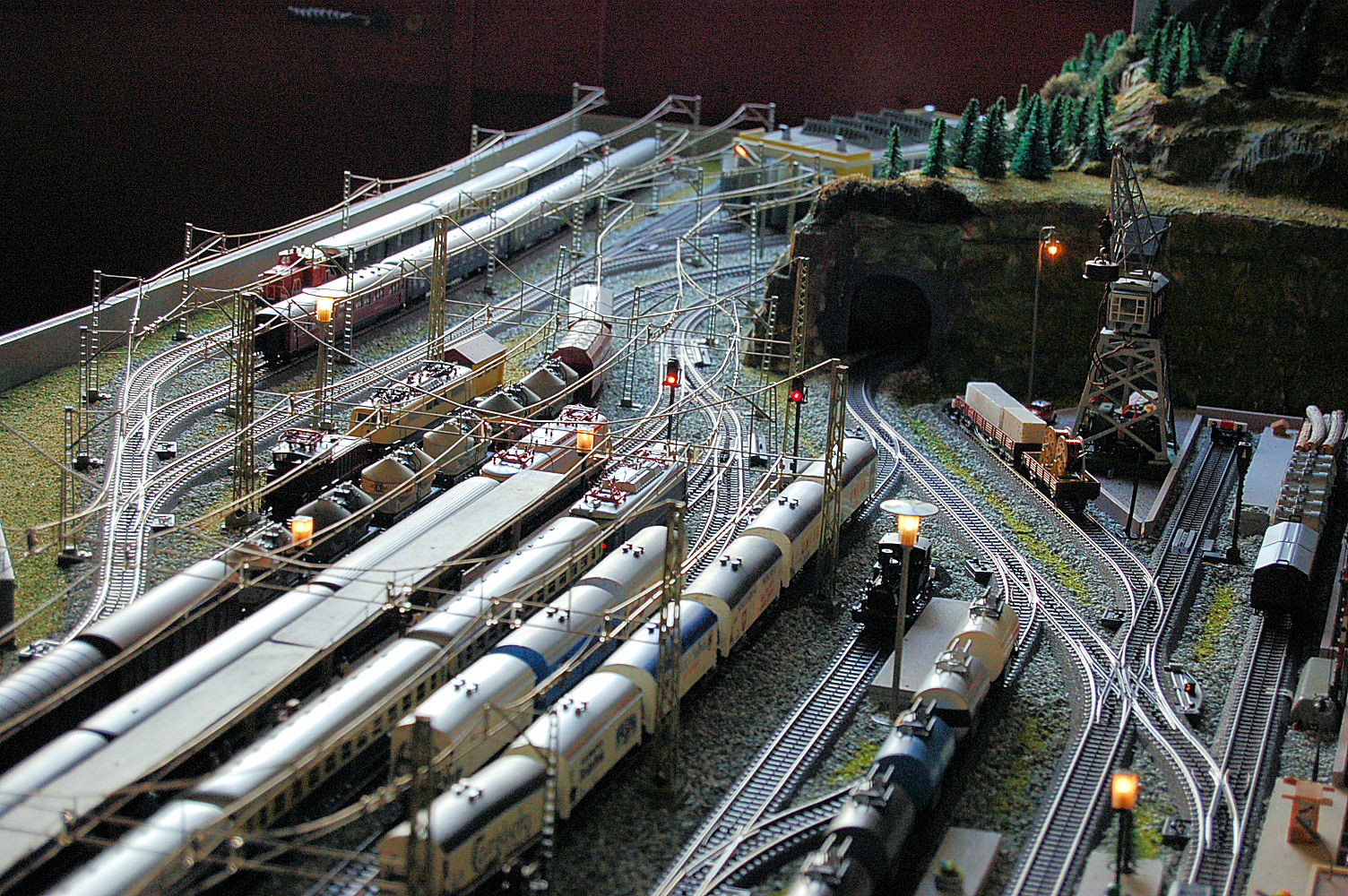
Plastico in scala H0 Märklin.

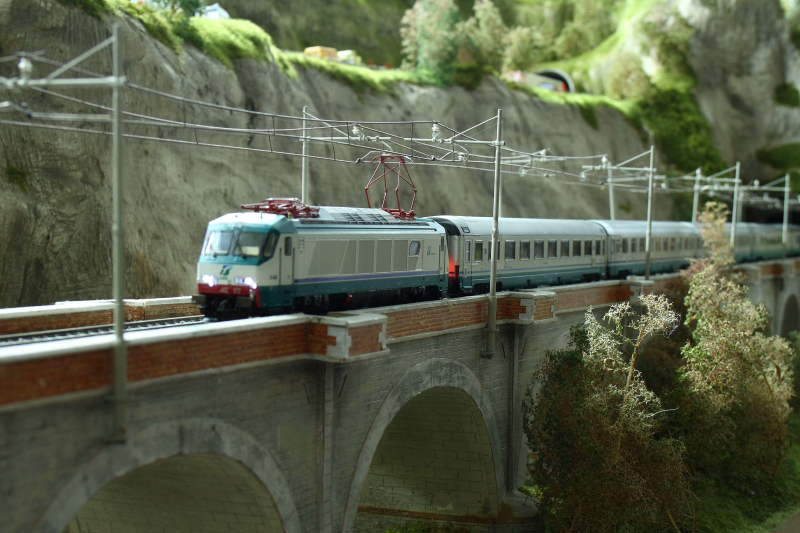
Un modello in scala H0 di un ponte ferroviario in un plastico (modello Rivarossi).

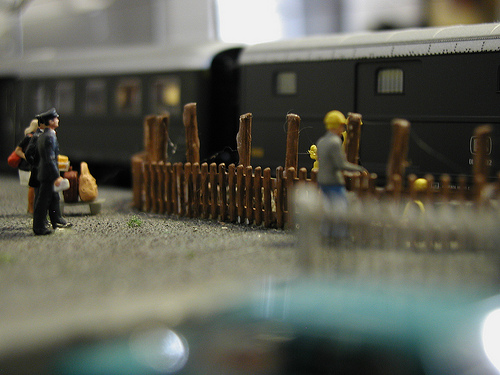
Particolare del piccolo plastico ferroviario in scala H0 "La Stazione di Prato Nord".

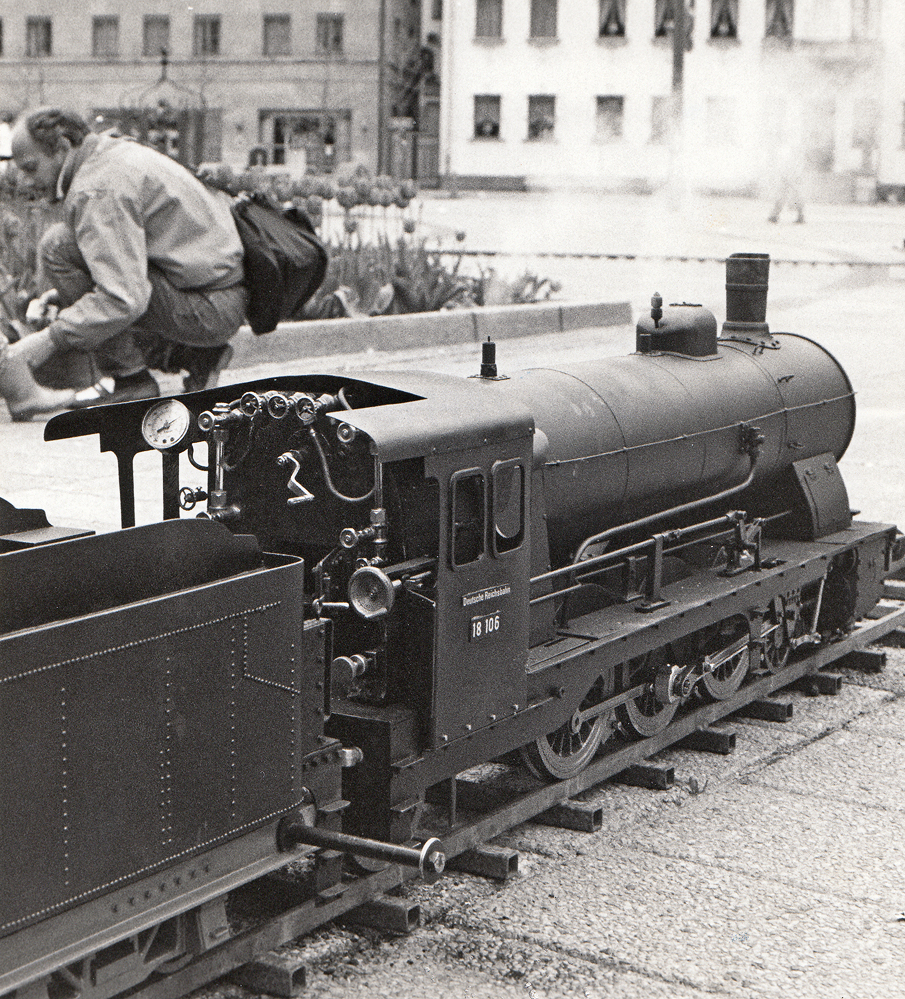
Modellismo ferroviario, 1:8 (Live Steam) Malmö 1987.

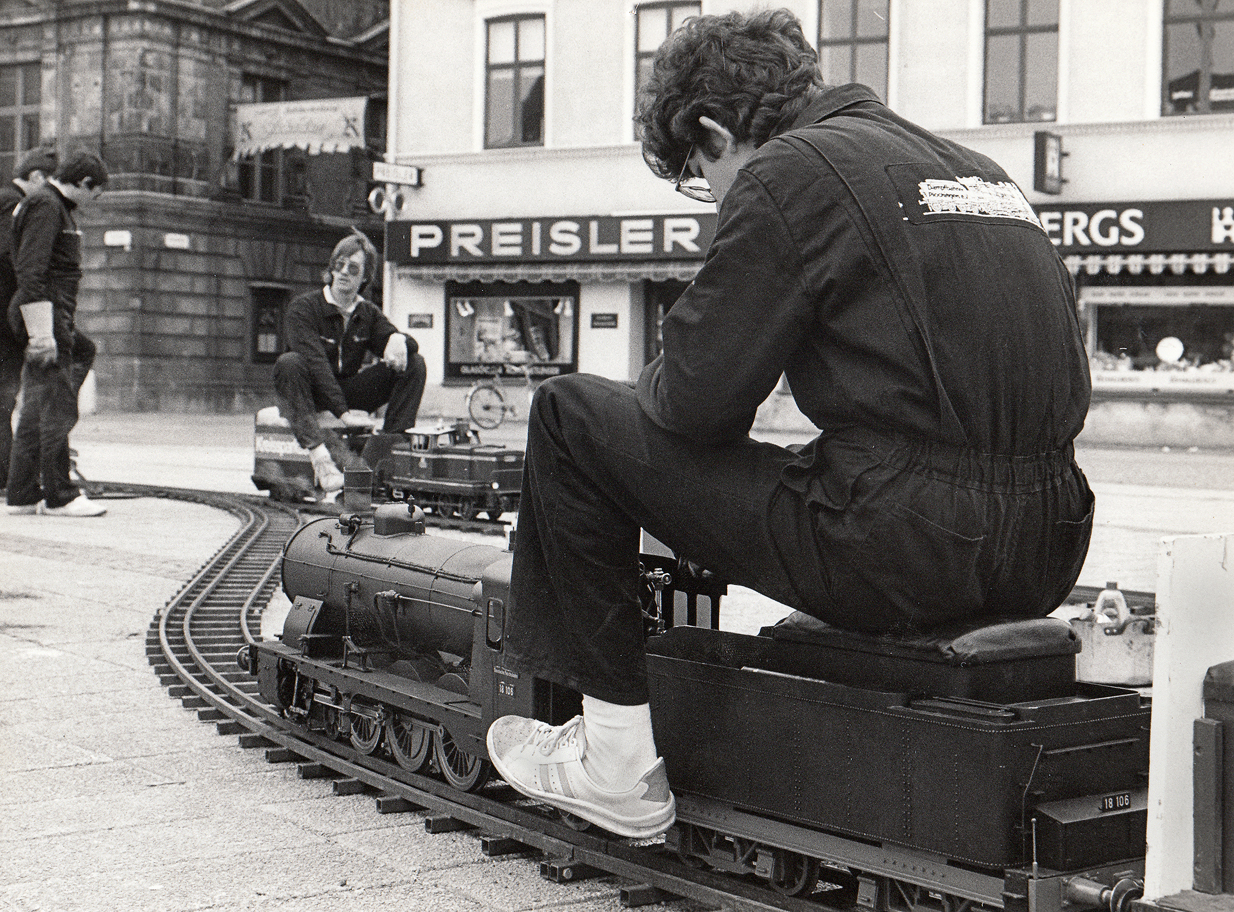
Modellismo ferroviario, 1:8 (Live Steam) Malmö 1987.

Il modellismo ferroviario o ferromodellismo (in tempi recenti è più frequentemente usato il termine fermodellismo, introdotto nel 1951 e reso popolare da Italo Briano) è quella branca del modellismo che si occupa della costruzione di riproduzioni in scala ridotta di ferrovie, di rotabili e di tutto ciò che ha attinenza diretta o indiretta con essi.

## Daltrenino elettricoal modellismo
Con l'avvento dei cosiddetti trenini elettrici, simili al genere usato dai bambini, con locomotive alimentate a bassa tensione attraverso le rotaie o da una linea aerea è diventata comune la costruzione di diorami ovvero riproduzioni di scene statiche oppure di "plastici" dove il materiale rotabile viene ambientato in un contesto geografico. La differenza sostanziale tra il diorama e il plastico è che il primo è la riproduzione molto dettagliata di una porzione di paesaggio ferroviario, mentre il secondo è costituito da uno o più itinerari ferroviari operativi che possono a volte raggiungere decine e anche centinaia di metri.
In questo caso, il ferromodellista può occuparsi di diversi aspetti:
- la realizzazione degli elementi scenografici del plastico (stazioni, case, alberi, impianti, ecc.)
- la costruzione di un tracciato rotabile
- la collezione di miniature di materiale rotabile
- la realizzazione dell'elettronica di controllo
- conduzione dei modelli sul tracciato

cercando in ogni caso di riprodurre fedelmente i dettagli di località, tracciati, orari ferroviari e materiale.

## Scale e scartamenti
Il materiale ferromodellistico si raggruppa per scala (scale in inglese, spur in tedesco, échelle in francese), che determina la dimensione del modello relativa al reale, e per scartamento, che determina la distanza tra le due rotaie che compongono il binario. Capita infatti che binari in scartamento tale da rappresentare la larghezza standard in una determinata scala vengano usati come tratte a scartamento ridotto in una scala superiore.
La maggior parte delle scale e degli scartamenti hanno origine da scelte commerciali di qualche produttore. L'associazione ferromodellistica europea MOROP riconosce i seguenti standard:

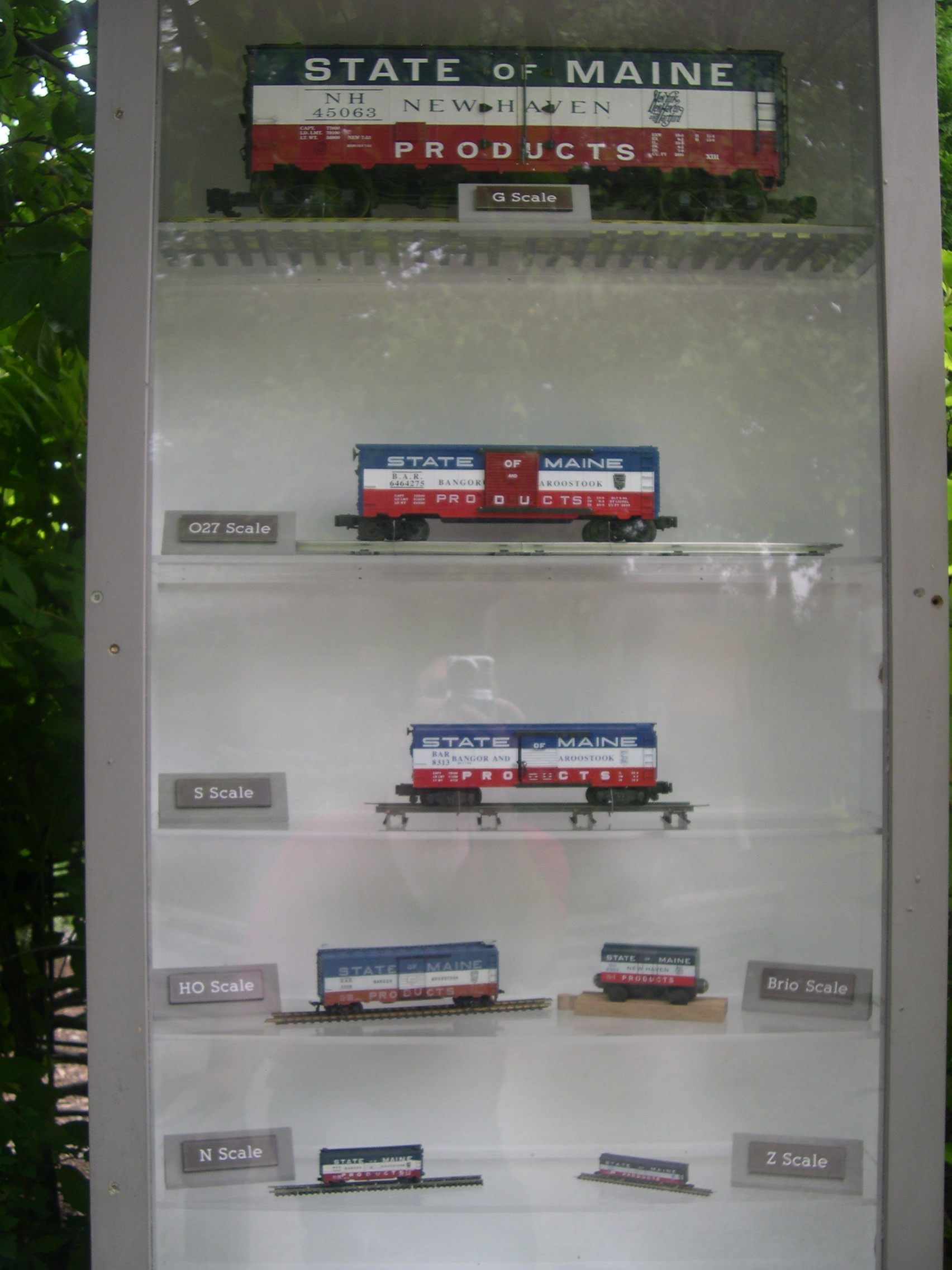
1:24(G), 1:48(O), 1:64(S), 1:87(H0), Brio, 1:160(N), 1:220(Z)
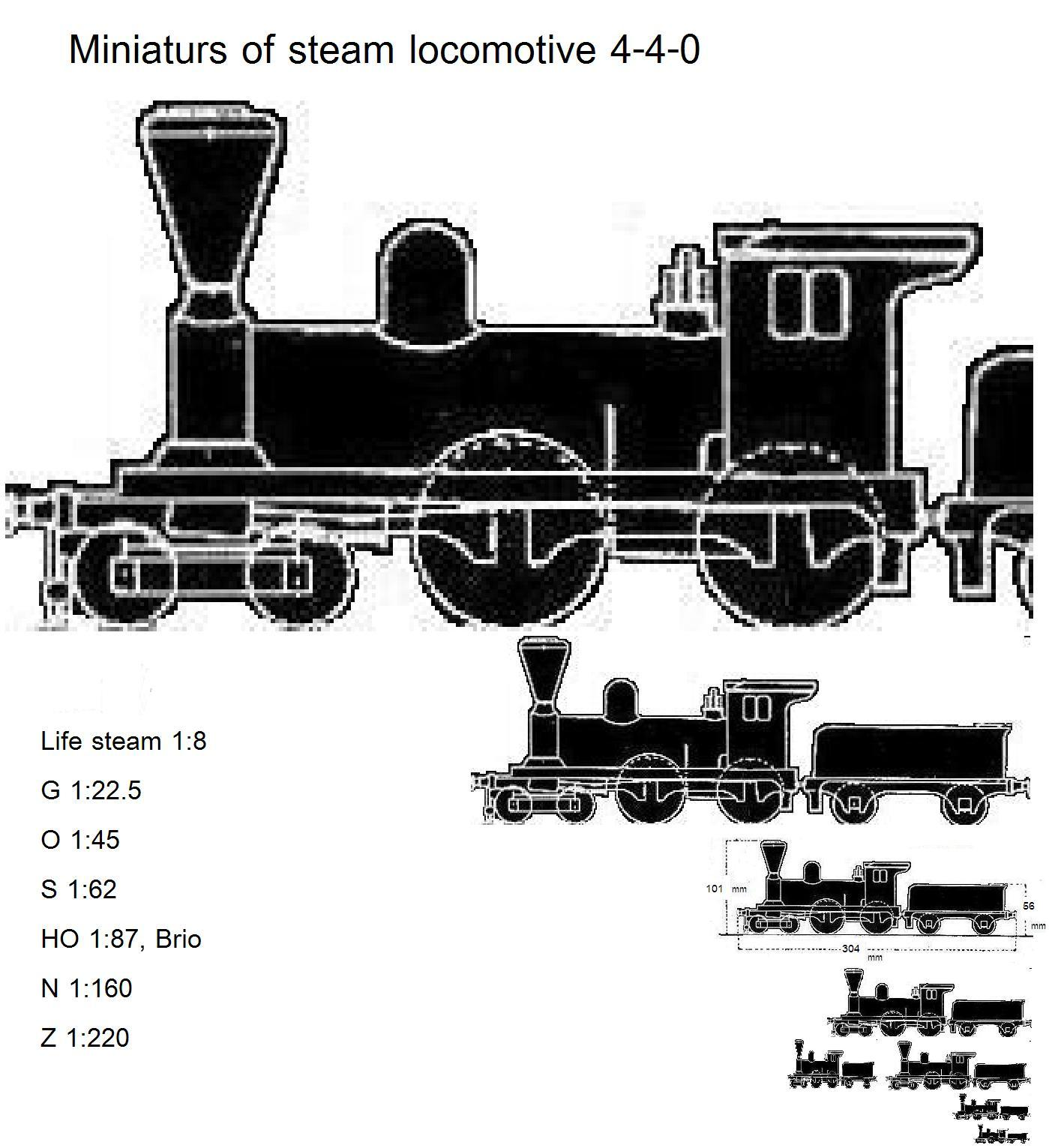

| Nome           | Rapporto (scala) | Scartamento dei binari espresso in mm | Scartamento dei binari espresso in mm | Scartamento dei binari espresso in mm | Scartamento dei binari espresso in mm |
| Nome           | Rapporto (scala) | normale                               | m                                     | e                                     | i                                     |
| -------------- | ---------------- | ------------------------------------- | ------------------------------------- | ------------------------------------- | ------------------------------------- |
| T              | 1:450            | -                                     | -                                     | -                                     | -                                     |
| ZZ             | 1:300            | 4,5                                   | -                                     | -                                     | -                                     |
| Z              | 1:220            | 6,5                                   | 4,5                                   | -                                     | -                                     |
| N              | 1:160            | 9                                     | 6,5                                   | 4,5                                   | -                                     |
| TT             | 1:120            | 12                                    | 9                                     | 6,5                                   | 4,5                                   |
| H0 (Half Zero) | 1:87             | 16,5                                  | 12                                    | 9                                     | 6,5                                   |
| 00             | 1:76,2           | 16,5 1)                               | -                                     | -                                     | -                                     |
| S4 e P4        | 1:76,2           | 18,83 1)                              | -                                     | -                                     | -                                     |
| S              | 1:64             | 22,5                                  | 16,5                                  | 12                                    | 9                                     |
| 0 (Zero)       | 1:43,5 e 1:45    | 32                                    | 22,5                                  | 16,5                                  | 12                                    |
| I              | 1:32             | 45                                    | 32                                    | 22,5                                  | 16,5                                  |
| II             | 1:22,5           | 64                                    | 45                                    | 32                                    | 22,5                                  |
| III            | 1:16             | 89                                    | 64                                    | 45                                    | 32                                    |
| IV             | 1:11             | 127                                   | 89                                    | 64                                    | 45                                    |
| V              | 1:8              | 184                                   | 127                                   | 89                                    | 64                                    |
| VI             | 1:5,5            | 260                                   | 184                                   | 127                                   | 89                                    |

1) I modelli in scala 00 sono prodotti industrialmente con uno scartamento di 16,5 mm. Sono comunque predisposti per essere dotati di assi aventi lo scartamento corretto. Alcune case modellistiche producono anche l'armamento in scala esatta.

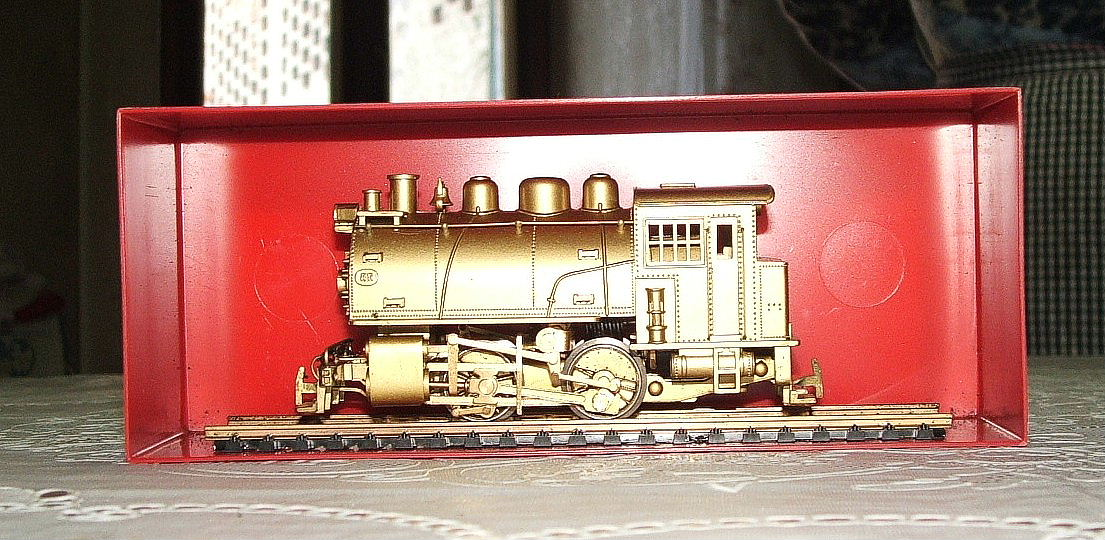
Antica locomotiva da manovra della Baltimore & Ohio modello dorato della Rivarossi.

Per scartamenti reali inferiori a 1250 mm, al nome della scala viene aggiunto il suffisso:
- 'm' per scartamenti tra 850 mm e 1250 mm
- 'e' per scartamenti tra 650 mm e 850 mm
- 'i' per scartamenti tra 400 mm e 650 mm

Ad esempio, la Ferrovia Genova Casella riprodotta in un diorama con rapporto dimensionale 1:87 sarà in scala H0m e userà i binari con scartamento di 12 mm come la scala TT ma con le traversine riprodotte in 1:87 come la H0.
Le più commerciali e vendute sono la H0 ed N. 
La scelta della scala con cui riprodurre gli elementi è, nella costruzione di un diorama, la prima che deve essere compiuta, e viene generalmente effettuata in base allo spazio disponibile.
La scala 1 e la scala 0 sono generalmente riservate a grandi realizzazioni in parchi o giardini.
Una scala di introduzione statunitense e risalente agli anni 30, recentemente riscoperta e in corso di "osservazione", è la TT. Questa scala (1:120) ha la caratteristica di buon compromesso tra spazio necessario alla realizzazione di un plastico e la qualità del dettaglio riproducibile sia sui rotabili che negli ambienti e i suoi particolari. TT deriva da Table Top, cioè l'iniziale intento di proporre una scala che permetta di realizzare un circuito completo e fruibile che potesse occupare agevolmente il tavolo della cucina di casa.
Esiste anche la scala IIm (o LGB, dal nome del principale produttore) con il rapporto di 1:22,5, idonea alla costruzione di tracciati anche all'aperto; lo scartamento è uguale a quello della scala 1 (ovvero 45 mm).
Un discorso più esteso è necessario per la Scala G. Questa infatti non è una scala vera e propria ma identifica tutti i treni che circolano su binario con scartamento di 45 mm anche all'aperto. In esse il rapporto di riduzione va da 1:13 a 1:32 a seconda che si riproduca una ferrovia con scartamento da 600 mm o a scartamento ordinario. La scala G è un'estensione della scala creata da LGB nata con lo scopo di espandere le possibilità delle ferrovie da giardino.

## Materiale rotabile
I modelli in scala di locomotive o vagoni o carri merci possono avere varia origine.

### Autocostruzione ed elaborazione
Un certo numero di appassionati costruisce da sé i propri modelli ferroviari in scala utilizzando in genere lamierini di ottone lavorati o fotoincisi. Più recentemente si è diffuso l'uso di fogli di materiale plastico tagliati e incollati secondo l'esigenza, anche se il materiale prevalentemente utilizzato è l'ottone in fogli, tubetti e profilati con sezioni e spessori sottili; per l'esecuzione di particolari minimi e dettagli si ricorre spesso alla fotoincisione chimica.
Un settore minore dell'autocostruzione è quello che si dedica al montaggio di scatole o kit di montaggio prodotti dall'industria del settore.
L'elaborazione dei rotabili consiste nel restaurarli o nel creare modelli non prodotti commercialmente, ma che si ispirano a materiale rotabile realmente circolante.

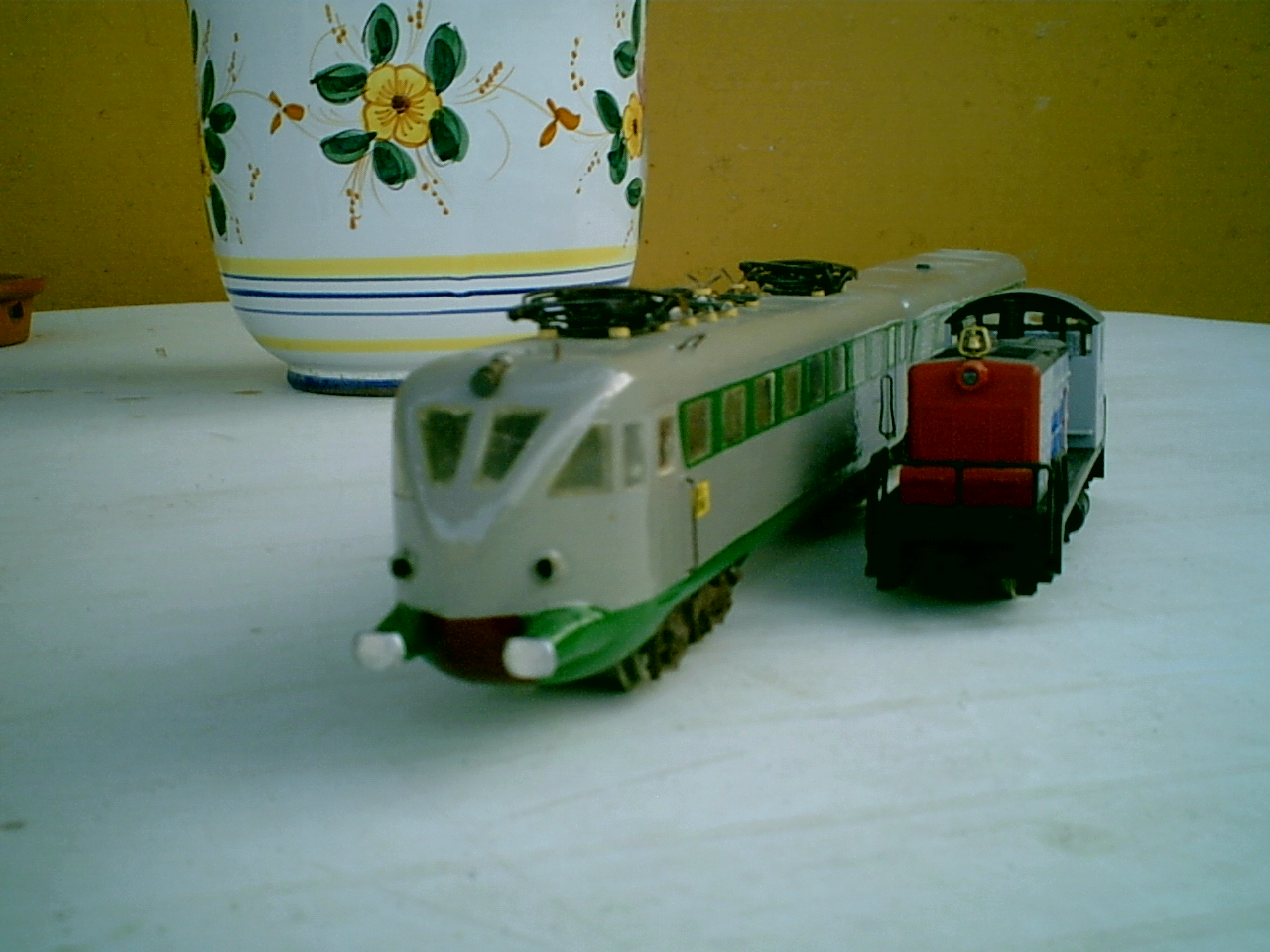
Un modello autocostruito intorno al 1975 di Elettrotreno delle F.S. - Accanto, una locomotiva Diesel americana di produzione Mehano in scala HO.

### Costruzione artigianale
Soprattutto in epoca recente si è sviluppato un consistente numero di costruttori di modelli ferroviari a livello artigianale. I modelli, spesso di grande pregio, colmano alcune lacune di produzione industriale e a volte vengono prodotti in serie limitate e numerate per collezionisti. Ultimamente si stanno diffondendo negli Stati Uniti dei modelli in scala 1:2 con scartamento reale; si tratta soprattutto di modelli "da giardino" per chi ha una casa molto grande con giardino esterno.

### Produzione industriale
Sono numerose nel mondo, soprattutto in Europa occidentale, Stati Uniti e Giappone le case che producono modelli ferroviari in scala. Alcune sono molto note come Arnold, Märklin, Fleischmann, Hornby, Roco, Bachmann, Kato, altre meno note come Piko, Tillig e Mehano, industria slovena affacciatasi sul mercato in maniera autonoma. La Mehano ha operato per lungo tempo, fin dagli anni sessanta sul mercato statunitense come produttore per conto della AHM, azienda leader di mercato ma che si rivolgeva alla produzione jugoslava per contenere i costi e collaborato a lungo anche con la Rivarossi, con la quale condivise anche gli stampi di vari modelli, ma non la meccanica. Il grosso dei produttori si concentra sulla scala H0, mentre solo alcuni trattano varie scale come la N, la TT e la 0, mentre la sola Märklin crea modelli in scala Z. Il settore è in contrazione da alcuni anni, e anche i marchi famosi sono a rischio di chiusura o acquisizione, come la Märklin, finita nel 2008 in amministrazione controllata, o hanno scelto di battere nuove strade come la Bachmann statunitense che ha dedicato parte della sua produzione a modelli di treni cinesi.
Per quanto riguarda le aziende italiane, nel passato erano soprattutto rilevanti Rivarossi e Lima, i cui marchi, a seguito di difficoltà economiche sono stati acquisiti (assieme alla tedesca Arnold, alla francese Jouef e alla spagnola Electrotren) dal gruppo inglese Hornby che ha trasferito in Cina tutta la produzione modellistica. Dopo l'assorbimento, l'attenzione allo specifico ambito del materiale rotabile italiano è diminuita: il che ha lasciato spazio alla ViTrains, all'azienda lombarda Acme e all'azienda sarda Os.Kar., rimaste praticamente sole a essere specializzate in modelli delle FS, che si stanno conquistando il mercato dei modelli di un certo pregio, ma di costo non eccessivo. Fino agli anni sessanta a Milano esisteva la ditta Conti (operante a Bollate dal 1889); nel 1947 aveva creato la "Co.Mo.Ge" (Costruzione Motori Giocattoli Elettrici) producendo i treni elettrici Conti, prima in zama e poi in pressofusione, non troppo realistici ma oggi ricercati dai collezionisti. Tra 1960 e 1969 furono commercializzati dalla ditta "Oreste Cicchetti & C." di Milano. Di recente è apparsa sul mercato la ATM (Treni Antonini) azienda italiana rivolta alla produzione di classici FS in scala H0.

## Elenco di costruttori di modelli ferroviari e di accessori in scala
- Accurail
- ACME
- Airfix
- American Flyer
- American Z Lines
- AR Kits
- Aristo-Craft Trains
- Arnold
- Arnold Rapido
- Associated Hobby Manufacters (AHM) (defunta)
- Athearn
- Atlas Model Railroad
- ATM Treni Antonini
- Auhagen
- Ausicison
- Austrains
- Austrains NEO
- Bachmann Branchline
- Bachmann Industries
- Bassett-Lowke
- Bavaria
- BEMO
- Bing
- Bob's Hobbies and Models (Trainorama)
- Bowser Manufacturing
- Broadway Limited Imports (BLI)
- Bub
- Con-Cor
- Dapol
- DJ Models Ltd
- DJH Models and Kits
- Doepke Toys (defunta)
- Edward Exley
- Eggerbahn
- Eureka Models
- ExactRail
- Faller
- Ferris (defunta)
- Fleischmann
- Frateschi
- Fulgurex
- G & R Wrenn
- Graham Farish ("Grafar")
- Great West Models
- Gützold
- HAG Modelleisenbahnen
- HAMO
- Hartlan Locomotive Works
- Haskell
- Heljan
- Herpa
- Hornby Railways
- Ibertren
- Intermountain
- International Hobby Corp.
- Jouef
- Kadee
- Kato Precision Railroad Models
- Kemtron Corporation (defunta nel 1964)
- Klein Modellbahn
- Kleinbahn
- Kuehn-modell
- LEGO
- Lehmann Gross Bahn
- Lemaco
- Lesney (Matchbox)
- Life-Like
- Liliput
- Lima
- Lionel
- Louis Marx
- Mantua Metal Products, poi Tyco Toys (entrambi defunte nel 2001)
- Märklin
- Mehano
- Merkur
- Merten
- Micro-Trains Line
- Minitrains
- Model Power
- Modemo (Hasegawa)
- MTH Electric Trains
- Noch
- Oxford Rail
- Peco
- Piko
- Playcraft (defunta)
- Playmobil
- Pocher
- Powerline
- President's Choice
- Rapido Trains
- Rio Grande Models
- Rivarossi
- Roco
- Rokal
- Rokuhan
- Scaletrains
- SceneryScapers
- Schicht (Sachsmodelle)
- SDS Models
- Seven
- Southern Rail Models
- Stewart Hobbies
- Tenshodo
- Tillig
- Tomix
- Touch Rail
- Treni elettrici Conti (Co.Mo.Ge)
- Tri-ang Railways
- Trix/Minitrix
- USA Trains
- Varney Scale Models
- Viessmann
- Vitrains
- Vollmer
- Von Stetina Artworks
- Walthers
- WESA
- Wiking Modellbau
- Williams Electric Trains
- Woodland Scenics
- Worsley Works
- Wuiske

## Alimentazione e controllo
Esistono due diverse modalità di alimentazione e controllo: analogico e digitale.
Nel caso analogico, l'alimentazione può essere a corrente continua (c.c.), usualmente a 12 Volt, oppure a corrente alternata (c.a.), generalmente a 14 Volt. L'alimentazione viene erogata da un trasformatore (con annesso raddrizzatore se l'alimentazione è a c.c.), oppure da una pila (solo per c.c.). Il controllo delle motrici avviene modulando la tensione erogata dal trasformatore (o pila) tramite un reostato.
Nel caso di alimentazione a c.c. ciascuna rotaia è collegata ad un polo (positivo e negativo) dell'alimentatore. In questo caso la corrente elettrica arriva al motore del modello generalmente tramite le ruote che poggiano sulle rotaie, o più raramente mediante altri dispositivi striscianti. Nel caso di alimentazione a corrente alternata una fase è captata dai due binari tramite le ruote della motrice, mentre l'altra è ottenuta tramite un pattino che striscia su una terza rotaia posata al centro del binario (spesso sostituita con spilli annegati in ogni singola traversina).
Nelle realizzazioni più complesse e realistiche uno dei due poli può essere trasmesso al motore attraverso la linea di alimentazione aerea tramite il pantografo installato sui modelli riproducenti locomotive elettriche o elettrotreni (in modo analogo ai treni veri).
A partire dagli anni '80 ha iniziato a diffondersi il controllo digitale, più flessibile ma più costoso. Al posto dei complessi cablaggi necessari per sezionare elettricamente il tracciato per permettere la circolazione simultanea di più convogli, è sufficiente un unico circuito elettrico in corrente alternata portante (tipicamente a 20 Volt) che viene modulata da una centralina elettronica digitale. I decoder installati all'interno dei mezzi di trazione rispondono ad un sistema di indirizzi precedentemente configurati su un binario separato detto di programmazione. I decoder sono in grado di trasmettere al motore del modello la corrente raddrizzata e con la tensione desiderata. Inoltre possono controllare sistemi accessori quali luci, dispositivi sonori ecc. Lo stesso circuito, tramite opportuni decoder, può controllare scambi e altri dispositivi elettromagnetici, come gli sganciavagoni. Vi sono varie tipologie di sistemi digitali, tra le quali la più diffusa è il Digital Command Control (DCC).

## Epoche
Il modellismo ferroviario si sta indirizzando sempre più non solo al perfetto rispetto della scala di riduzione, ma anche all'uniformarsi di tutti gli altri aspetti, in primo luogo della cosiddetta livrea, cioè la riproduzione dei colori e degli altri segni distintivi.
Per quello che riguarda le ferrovie, in Europa, sono state definite 6 epoche (indicate con un numero romano), suddivise a loro volta in periodi (indicati con una lettera minuscola dell'alfabeto latino), nel quale collocare in maniera congrua modelli e infrastrutture, solo parzialmente corrispondenti tra le varie nazioni europee. 

## Diorami
Il modellismo ferroviario statico o diorama è la rappresentazione in scala di scenette inerenti al mondo ferroviario e/o di treni di ogni epoca, senza avere meccanismi per il loro movimento su rotaia.

## Riviste di modellismo ferroviario
Il numero delle riviste di modellismo è sufficiente a mostrare la passione esistente negli Stati Uniti e in Europa.

### Riviste italiane
- I Treni (Editrice Trasporti su Rotaie/ETR) - dal 1980
- Mondo Ferroviario (Editoriale del Garda) - dal 1985
- Tutto Treno (Duegi Editrice) - dal 1987
- Tutto Treno Modellismo (Duegi Editrice) - dal 2000
- RF - la Rivista della Ferrovia (ACME)[9] - dal 2007

### Riviste francesi
- pubblicazioni del gruppo LR Presse:
  - Loco Revue
  - Voie Libre
  - Ferrovissime che comprende le due pubblicazioni, Ferrovissimo e Correspondances
- Le Train
- Rail Miniature Flash

### Riviste belghe francofone
- Train miniature magazine[10]

### Riviste britanniche, statunitensi e canadesi
- Model Railroader, la più antica rivista di modellismo ferroviario
- railrodmodelcraftsman, seconda solo alla precedente negli usa e nel mondo
- Narrow Gauge and Shortline Gazette, una delle più antiche
- 1:87 Scale
- American Engineer & Railroad Journal
- American Heritage of Invention & Technology
- American Railroad Journal & Advocate of Internal Improvement
- American Railroad Journal & General Advertiser
- American Railroad Journal & Mechanics Magazine
- American Rails (Midwestern Rails)

### Riviste spagnole
- Maquetren[11]

### Riviste tedesche
- MIBA

## Musei
In diverse parti del mondo sono sorti veri e propri musei di modellismo ferroviario.

### Italia
- Hornby Italia per i marchi Rivarossi, Arnold, Jouef e Lima[12]
- Mondotreno (Eisenbahnwelt), a Rablà, presso Merano[13]
- Il mondo del treno in miniatura, a Schio[14]
- HZero, a Firenze, contiene il "plastico di San Giuliano"
- Plastici Cidneo e Villa D'Almè, presso il castello di Brescia[15]

### Germania
- Miniatur Wunderland, ad Amburgo in scala H0, il più grande del mondo[1]

### Francia
- Mini world, a Lione in scala H0, il più grande della Francia

### Svizzera
- Galleria Baumgartner, a Mendrisio